# Solanum herculeum
Solanum herculeum là loài thực vật có hoa trong họ Cà. Loài này được Bohs mô tả khoa học đầu tiên năm 2001.